# Літопис Бойківщини
Літопис Бойківщини — краєзнавчий часопис, присвячений дослідженню археології, історії, культури та побуту історико-етнографічній землі Бойківщина.

## Історія
Часопис «Літопис Бойківщини» почав виходити українською мовою у 1931 році в м. Самбір. Усього до 1939 року вийшло 11 номерів: 1931 та 1937—1939 – один раз, 1933—1936 – двічі на рік. Видавцями часопису були Науково-культурологічне товариство «Бойківщина» та Історико-етнографічний музей «Бойківщина».
Основна увага часопису була присвячена науковим працям з археології, історії, географії, діалектології, етнографії Бойківщини. Крім наукових праць у «Літописі Бойківщини» публікувалися рецензії, новини, передруки з архівів та хроніка. У часописі друкували свої праці Іван Крип'якевич, Іларіон Свєнціцький, Ян Фальковський, Ярослав Пастернак, Іван Панькевич, Ярослав Рудницький та ін. У часописі були постійні рубрики: «Miscellanea» — доповнення, зауваження, критика, раніше опублікованих досліджень, «Хроніка» — повідомлення про діяльність товариства «Бойківщина», вихід нових періодичних видань, ознайомлення з діяльністю українських музеїв, товариств, «Бойківський помяник» — життєписи та світлини відомих українських науковців, культурних та суспільно-політичних діячів, які були вихідцями з Бойківщини.
Видання часопису на теренах України припинилося з початком Другої світової війни.
Редактори довоєнного періоду:
- Володимир Гуркевич (1931)
- Володимир Кобільник (1933—1936)
- Ярослав Білинський (1937—1938)
- Михайло Скорик (1939).

У 1969 році Науково-культурологічне товариство «Бойківщина» відновило випуск «Літопису Бойківщини» у м. Філадельфія, Пенсільванія, США.
З 2000 року часопис «Літопис Бойківщини» виходить у м. Дрогобичі. Загалом з 1969 до 2014 року вийшло 86 номерів.
Редакторами та членами редколегії були: Олександр Бережницький, Лідія-Константина Бурачинська-Рудик, Ярослав Геврич, Микола Зимомря, Микола Ільницький, Володимир Качкан, Наталя Кляшторна, П. Косачевич, Лука Костелина, Ірина Дибко-Филипчак, Богдан Стебельський, Михайло Кріль, Іван Волчко-Кульчицький, Квітослава Кушнір, Ігор Павлишин, Ярослав Радевич-Винницький, Галина Утриско, Василь Семчишин, Любомир Сікора, Мирон Утриско, Богдан Яремко.
У 2009 році Історико-етнографічний музей «Бойківщина» перевидав випуски «Літопису Бойківщини» 1930-х років.

## Випуски
- Літопис Бойківщини. Ч.1. 1931.
- Літопис Бойківщини Ч. 4. 1934. [Архівовано 30 серпня 2018 у Wayback Machine.]
- Літопис Бойківщини. Ч. 5. 1935
- Літопис Бойківщини. Ч. 6. 1935
- Літопис Бойківщини. Ч. 7. 1936
- Літопис Бойківщини. Ч. 8. 1936
- Літопис Бойківщини. Ч. 9. 1937
- Літопис Бойківщини. Ч.11. 1939
- Літопис Бойківщини. Ч. 1. 1973 [Архівовано 20 грудня 2016 у Wayback Machine.]
- Літопис Бойківщини. Ч. 1. 1979 [Архівовано 20 грудня 2016 у Wayback Machine.]
- Літопис Бойківщини. Ч. 2. 1979 [Архівовано 20 грудня 2016 у Wayback Machine.]
- Літопис Бойківщини. Ч. 1. 1980 [Архівовано 20 грудня 2016 у Wayback Machine.]
- Літопис Бойківщини. Ч. 2. 1981 [Архівовано 20 грудня 2016 у Wayback Machine.]
- Літопис Бойківщини. Ч. 1. 1981 [Архівовано 20 грудня 2016 у Wayback Machine.]
- Літопис Бойківщини. Ч. 1. 1990
- Літопис Бойківщини. Ч. 1. 1993
- Літопис Бойківщини. Ч. 2. 1984 [Архівовано 20 грудня 2016 у Wayback Machine.]
- Літопис Бойківщини. Ч. 1. 1985 [Архівовано 21 грудня 2016 у Wayback Machine.]
- Літопис Бойківщини. Ч. 1. 1986 [Архівовано 20 грудня 2016 у Wayback Machine.]
- Літопис Бойківщини. Ч. 2. 1986 [Архівовано 20 грудня 2016 у Wayback Machine.]
- Літопис Бойківщини. Ч. 1. 1987 [Архівовано 21 грудня 2016 у Wayback Machine.]
- Літопис Бойківщини. Ч. 2. 1987 [Архівовано 20 грудня 2016 у Wayback Machine.]
- Літопис Бойківщини. Ч. 1. 1988 [Архівовано 1 грудня 2020 у Wayback Machine.]
- Літопис Бойківщини. Ч. 1. 1989 [Архівовано 24 листопада 2020 у Wayback Machine.]
- Літопис Бойківщини. Ч. 2. 1989 [Архівовано 28 листопада 2020 у Wayback Machine.]
- Літопис Бойківщини. Ч. 1. 1990
- Літопис бойківщини Ч. 1. 2014